# Sekretarz energii Stanów Zjednoczonych

Pieczęć Departamentu Energii

Sekretarz energii USA (ang. United States Secretary of Energy) – szef amerykańskiego Departamentu Energii. Sekretarz jest członkiem amerykańskiego Rządu, powołuje go Prezydent USA, a zatwierdza Senat USA.
Urząd Sekretarza Energii istnieje od 1977, po utworzeniu Departamentu. Sekretarz nadzoruje produkcję i dystrybucję energii.
Sekretarz energii jest formalnie 15 w kolejce do sukcesji prezydenckiej.

## Lista sekretarzy
| Nr | Zdjęcie               | Nazwisko              | Kadencja         | Kadencja         | Prezydent USA    |
| Nr | Zdjęcie               | Nazwisko              | Od               | Do               | Prezydent USA    |
| -- | --------------------- | --------------------- | ---------------- | ---------------- | ---------------- |
| 1  | James Schlesinger     | James Schlesinger     | 6 sierpnia 1977  | 23 sierpnia 1979 | Jimmy Carter     |
| 2  | Charles Duncan        | Charles Duncan        | 24 sierpnia 1979 | 20 stycznia 1981 | Jimmy Carter     |
| 3  | James B. Edwards      | James B. Edwards      | 23 stycznia 1981 | 5 listopada 1982 | Ronald Reagan    |
| 4  | Donald P. Hodel       | Donald P. Hodel       | 5 listopada 1982 | 7 lutego 1985    | Ronald Reagan    |
| 5  | John S. Herrington    | John S. Herrington    | 7 lutego 1985    | 20 stycznia 1989 | Ronald Reagan    |
| 6  | James D. Watkins      | James D. Watkins      | 1 marca 1989     | 20 stycznia 1993 | George H.W. Bush |
| 7  | Hazel R. O’Leary      | Hazel R. O’Leary      | 22 stycznia 1993 | 20 stycznia 1997 | Bill Clinton     |
| 8  | Federico Peña         | Federico Peña         | 12 marca 1997    | 30 czerwca 1998  | Bill Clinton     |
| 9  | Bill Richardson       | Bill Richardson       | 18 sierpnia 1998 | 20 stycznia 2001 | Bill Clinton     |
| 10 | Spencer Abraham       | Spencer Abraham       | 20 stycznia 2001 | 1 lutego 2005    | George W. Bush   |
| 11 | Samuel W. Bodman      | Samuel Bodman         | 1 lutego 2005    | 20 stycznia 2009 | George W. Bush   |
| 12 | Steven Chu            | Steven Chu            | 20 stycznia 2009 | 22 kwietnia 2013 | Barack Obama     |
| 13 | Ernest Moniz          | Ernest Moniz          | 21 lipca 2013    | 2 marca 2017     | Barack Obama     |
| 14 | James Richard Perry   | James Richard Perry   | 2 marca 2017     | 1 grudnia 2019   | Donald Trump     |
| 15 | Danny Ray Brouillette | Danny Ray Brouillette | 1 grudnia 2019   | 25 lutego 2021   | Donald Trump     |
| 16 | Jennifer Granholm     | Jennifer Granholm     | 25 lutego 2021   | 20 stycznia 2025 | Joe Biden        |
| 17 |                       | Chris Wright          | 4 lutego 2025    | nadal            | Donald Trump     |